# Pierre-Jacques Volaire
Volaire, dit parfois Jacques-Antoine Volaire, dit aussi Le chevalier Volaire, né à Toulon le 30 avril 1729 et mort en 1799 à Naples, est un peintre de vedute français.

## Biographie
Issu d'une grande famille de peintres de Toulon (son grand-père Jean Volaire était peintre décorateur à l'arsenal, son père Jacques Volaire peintre officiel de la ville), Pierre-Jacques Volaire devient en 1754 et jusqu'en 1762, le collaborateur de Claude Joseph Vernet pour sa série des Ports de France. L'influence de Vernet marquera une partie de la production de Volaire, en particulier ses marines.
En 1762 Volaire s'établit à Rome, y devient membre de l'Académie de Saint-Luc et chevalier. Mais la concurrence sur le marché de l'art le détermine à s'installer à Naples en 1767, où il demeurera désormais. Il se fait une spécialité des représentations du Vésuve en éruption. Le volcan est alors en pleine activité et Naples attire les voyageurs du « Grand Tour » (Anglais, Français, Allemands, Russes) qui constituent la clientèle de l'artiste. Volaire déclinera les éruptions du volcan à partir de différents points de vue et dans des formats différents. Le succès de ses tableaux encourage la concurrence chez des peintres comme Jacob Philipp Hackert, Wütky, Joseph Wright of Derby ou Pietro Antoniani, et donne naissance à la fin du XVIIIe siècle aux gouaches napolitaines de Pietro Fabris, Giovanni Battista Lusieri et Saverio Della Gatta.
Volaire a ainsi inventé un genre de paysage qui n'est déjà plus celui de Vernet, n'est pas non plus néo-classique, mais qui peut se qualifier de pittoresque par le drame et la couleur qui caractérisent les paysages pré-romantiques. Quant au sujet lui-même, l'éruption du volcan, il convenait parfaitement au goût de cette fin du XVIIIe siècle pour les catastrophes naturelles et les grands bouleversements du monde. 

## Collections publiques
- La Cascade (1768), musée d'Art de Toulon.
- Éruption du Vésuve et vue de Portici (vers 1767), huile sur toile, 130 × 227 cm, musée d'Arts de Nantes[3]
- L'Éruption du Vésuve (vers 1771), musée des Beaux-Arts de Brest.
- L'Éruption du Vésuve (1771), Art Institute of Chicago.
- L'Éruption du Vésuve (1771), Le Havre, musée d'Art moderne André-Malraux.
- Naufrage (vers 1774), Saint-Pétersbourg, musée de l'Ermitage.
- Éruption du Vésuve (1774), Warwick, Compton Verney House[4].
- L'Éruption du Vésuve avec le pont de la Madeleine (1777), Raleigh, North Carolina Museum of Art.
- Éruption du Vésuve (1785), Paris, musée du Louvre.
- Éruption du Vésuve (1785), musée d'Art de Toulon.
- Èruption du Vésuve depuis l'Atrium du Cheval, 1985 ca, Collection privée, Milan
- Un Incendie, huile sur toile, 47.5 x74.4 cm, Dijon, musée des Beaux-Arts de Dijon [5].
- Vue de Gaiola, Los Angeles, Getty Center.
- Nombreuses esquisses aux musées des Beaux-Arts de San Francisco[6].
- Vues des bords de la Méditerranée, L'Ermite au musée des Beaux-Arts d'Agen

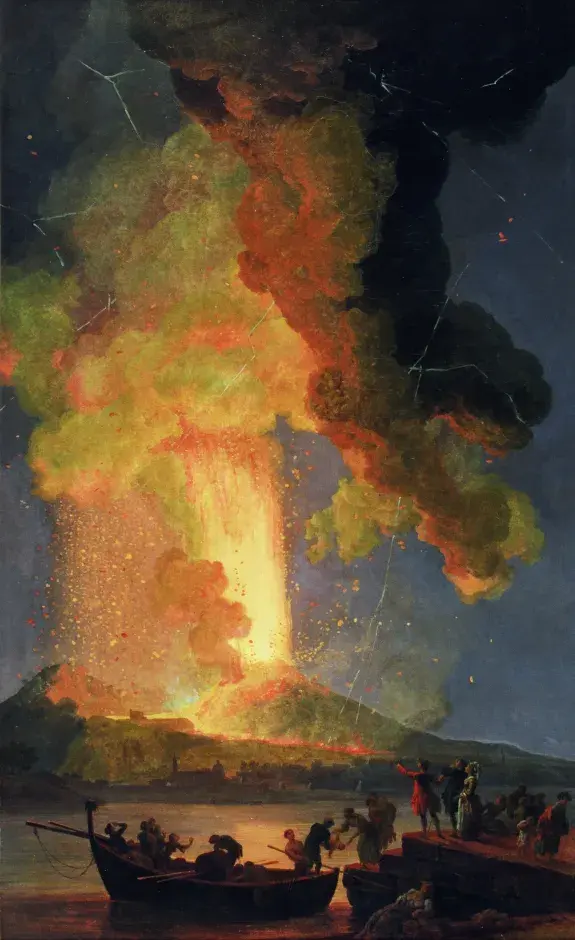
L'Éruption du Vésuve, musée des Beaux-Arts de Brest.
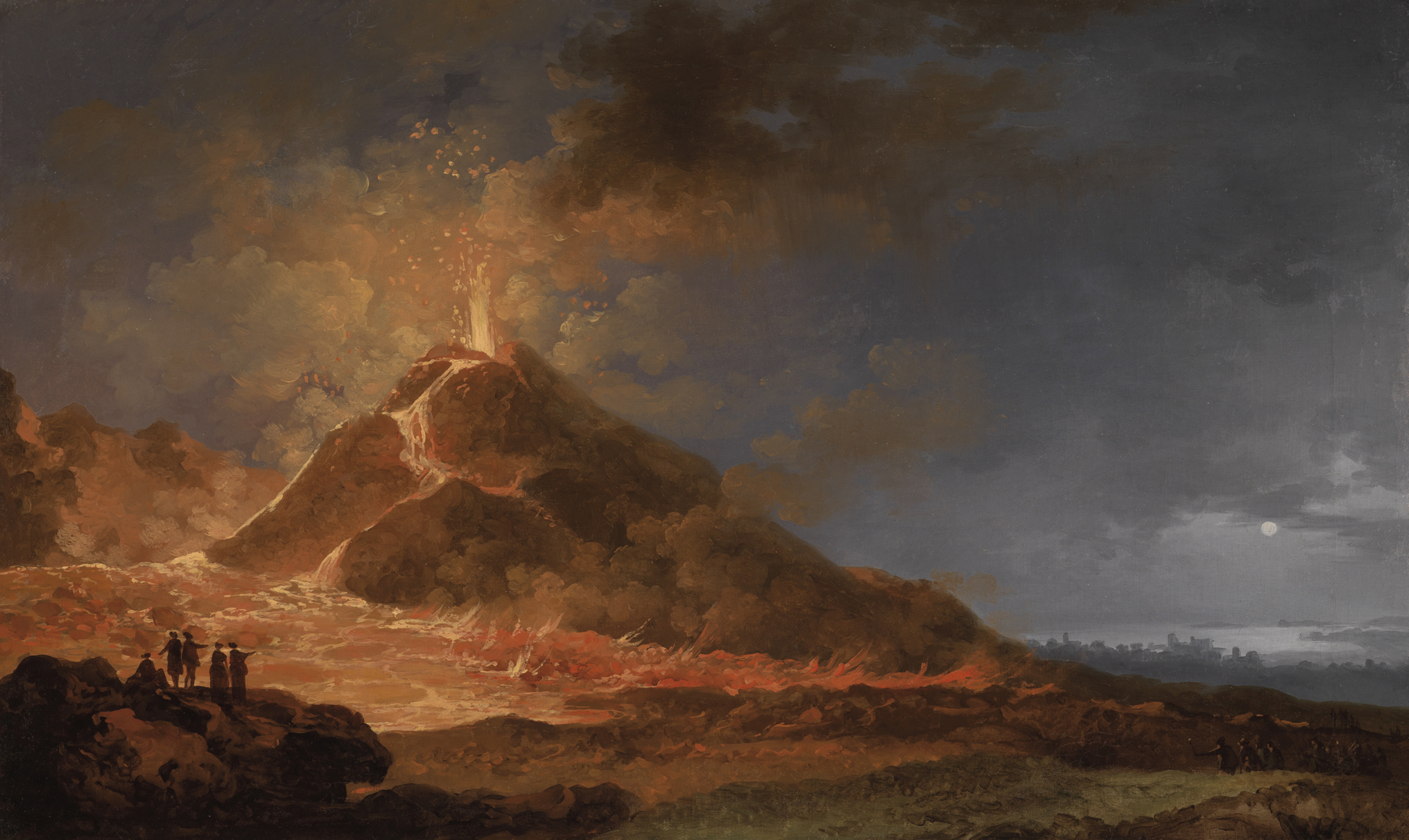
L'Éruption du Vésuve, le 14 mai 1771, Karlsruhe, Staatliche Kunsthalle.
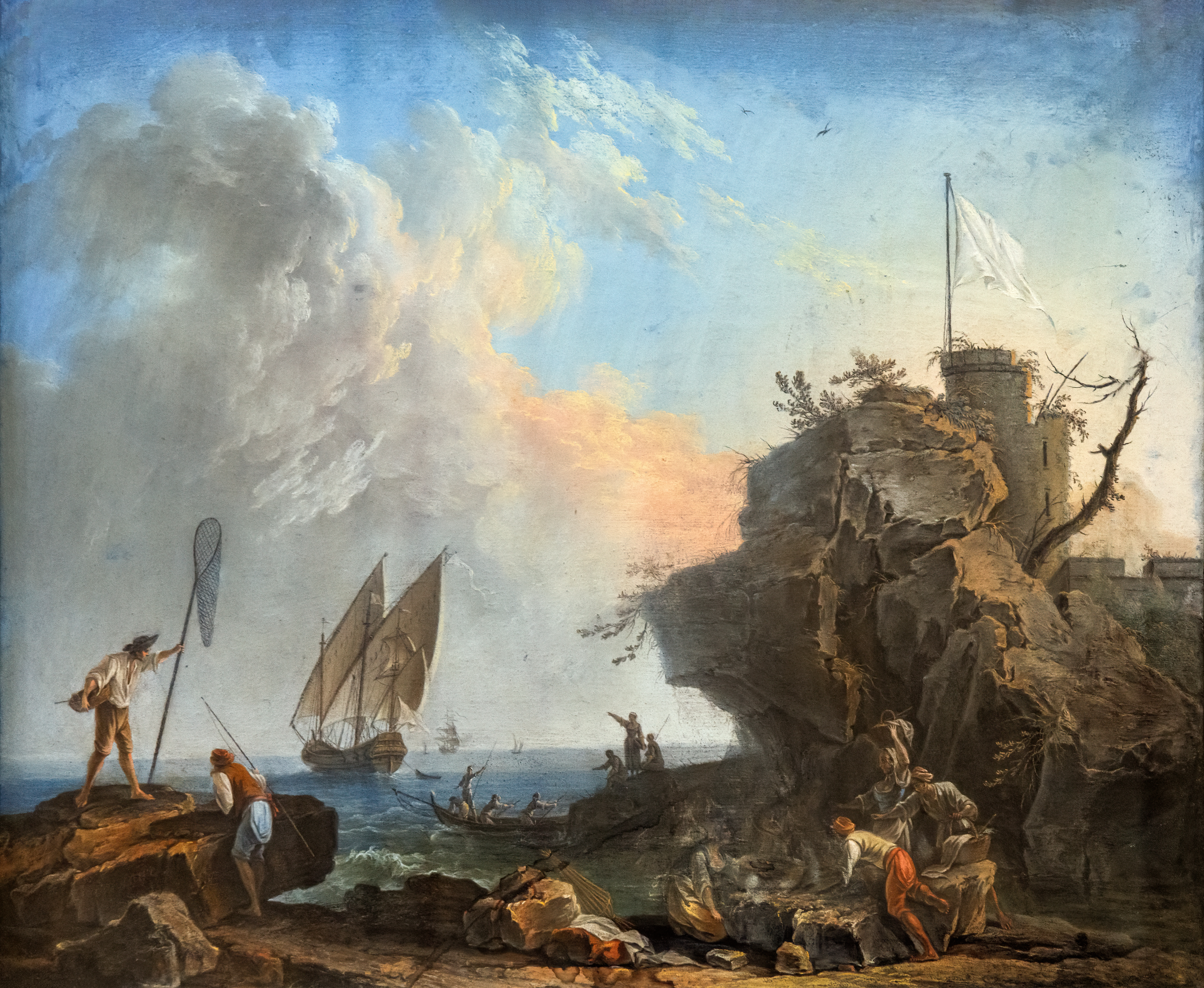
Vue des bords de la Méditerranée Musée des Beaux-Arts d'Agen
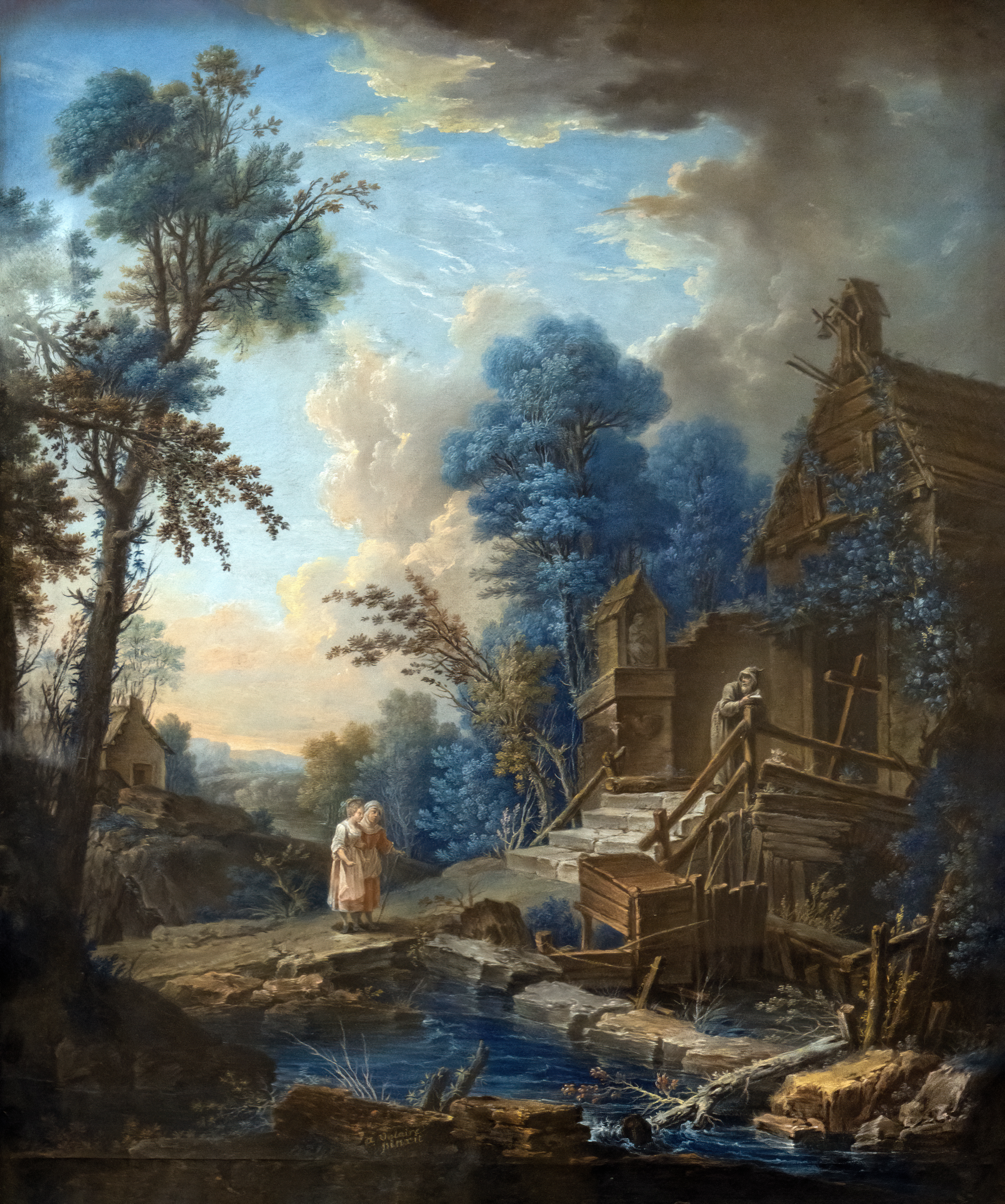
L'Ermite Musée des Beaux-Arts d'Agen